# Tres conciertos para piano (Mozart)

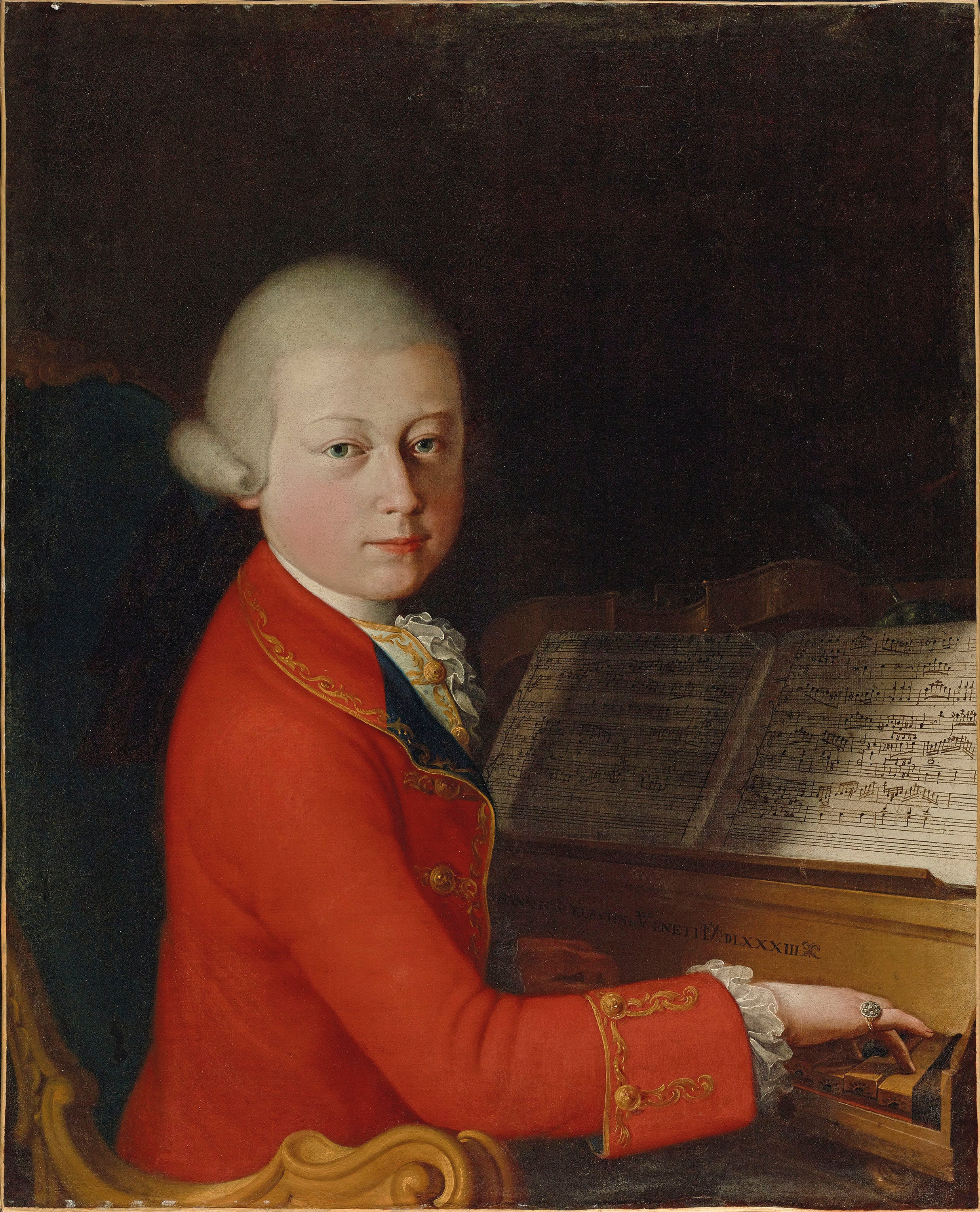
Retrato de Wolfgang Amadeus Mozart a los 13 años en Verona, 1770.

Los Tres conciertos para piano, K. 107, son tres conciertos para teclado de Wolfgang Amadeus Mozart, compuestos en 1771 (o 1765) y basados en sonatas de Johann Christian Bach. Estas sonatas proceden del opus 5 de Christian Bach; Mozart transformó la Sonata n.º 2 en re mayor, la Sonata n.º 3 en sol mayor, y la Sonata n.º 4 en mi bemol mayor en sus tres conciertos del KV 107.
Estos conciertos no fueron publicados en la Alte Mozart-Ausgabe, la primera edición completa de las obras de Mozart, por lo que no fueron numerados por los editores de esta edición, Breitkopf & Härtel (mientras que los otros 27 conciertos sí aparecían en esta edición). Por tanto, cuando estas obras fueron enumeradas con el resto, se pudo apreciar que Mozart compuso exactamente 30 conciertos para teclado. Estas tres piezas, no obstante, y los conciertos conocidos como nos. 1 al 4 no son en realidad composiciones reales, sino arreglos de obras de otros compositores. 

## Estructura

### Concierto KV 107 n.º 1
1. Allegro.
2. Andante.
3. Tempo di Menuetto.

### Concierto KV 107 n.º 2
1. Allegro.
2. Allegretto (con cuatro variaciones).

### Concierto KV 107 n.º 3
1. Allegro.
2. Rondó: Allegretto.